# KAT-TUN
KAT-TUN – japoński boysband należący do agencji Johnny & Associates.
Nazwa grupy jest akronimem, który powstał z pierwszych liter nazwisk jej członków, do momentu odejścia jednego z członków – Jina Akanishi. Obecnie literę „A” w nazwie grupy przejął Kazuya Kamenashi. Zespół zadebiutował 22 marca 2006, kiedy to wydał równocześnie: singel, album oraz muzyczne DVD. Od tamtej pory każdy ich singel, album lub DVD debiutuje na liście muzycznej Oriconu na czołowych pozycjach.

## Dyskografia

### Albumy studyjne
- 2007: cartoon KAT-TUN II You
- 2008: KAT-TUN III -QUEEN OF PIRATES-
- 2009: Break the Records -by you & for you-
- 2010: NO MORE PAIИ
- 2012: CHAIN
- 2014: come Here
- 2018: CAST
- 2019: IGNITE

Best albumy
- 2006: Best of KAT-TUN
- 2016: KAT-TUN 10TH ANNIVERSARY BEST “10Ks!”

### Single
- 2006: Real Face
- 2006: SIGNAL
- 2006: Bokura no Machi de (jap. 僕らの街で)
- 2007: Yorokobi no uta (jap. 喜びの歌)
- 2007: Keep the faith
- 2008: LIPS
- 2008: DON’T U EVER STOP
- 2008: White X’mas
- 2009: ONE DROP
- 2009: RESCUE
- 2010: Love yourself ~Kimi ga kirai na kimi ga suki~ (jap. Love yourself 〜君が嫌いな君が好き〜)
- 2010: Going!
- 2010: CHANGE UR WORLD
- 2011: ULTIMATE WHEELS
- 2011: WHITE
- 2011: RUN FOR YOU
- 2011: BIRTH
- 2012: TO THE LIMIT
- 2012: Fumetsu no Scrum (jap. 不滅のスクラム)
- 2013: EXPOSE
- 2013: FACE to Face
- 2014: In Fact
- 2015: Dead or Alive
- 2015: KISS KISS KISS
- 2016: TRAGEDY
- 2016: UNLOCK
- 2018: Ask Yourself
- 2021: Roar

### Wydania DVD
- 2003: Okyakusama wa Kamisama – Concert 55 Man Nin Ai no Request ni Kotaete!!
- 2005: KAT-TUN Live Kaizokuban
- 2006: Real Face Film
- 2006: DREAM BOYS
- 2007: Live of KAT-TUN „Real Face”
- 2007: Tour 2007 Cartoon KAT-TUN II You
- 2008: DREAM BOYS [Kamenashi Kazuya & Tanaka Koki]
- 2008: KAT-TUN Live Tour 2008 Queen Of Pirates
- 2009: KAT-TUN Live Break the Records
- 2010: KAT-TUN -NO MORE PAIИ- WORLD TOUR 2010
- 2012: KAT-TUN Live Tour 2012 – CHAIN